# Domsure
Domsure település Franciaországban, Ain megyében. Lakosainak száma 540 fő (2022. január 1.). Domsure Beaupont, Coligny, Pirajoux, Saint-Amour, Condal és Les Trois-Châteaux községekkel határos.

## Népesség
A település népességének változása:
| Lakosok száma | 501  | 448  | 436  | 460  | 477  | 480  | 486  | 492  | 509  | 540  |
|               | 1968 | 1982 | 1990 | 2006 | 2013 | 2015 | 2017 | 2019 | 2020 | 2022 |